# Douchy (Loiret)
Douchy foi uma comuna francesa na região administrativa do Centro, no departamento Loiret. Estendia-se por uma área de 23,38 km². Em 2010 a comuna tinha 1 401 habitantes (densidade: 59,9 hab./km²).
Em 1 de janeiro de 2016, passou a fazer parte da nova comuna de Douchy-Montcorbon.